# Холл, Норман
Норман Джонатан Холл (Norman Jonathan Hall) (1837 — 26 мая 1867) — американский офицер, участник гражданской войны, известный в основном своей ролью в обороне Кладбищенского хребта во время атаки Пикетта в сражении при Геттисберге.

## Ранние годы
Холл родился в Нью-Йорке, в семье Джозефа Холла и Эдиф Уолкотт Холл. 19 марта 1854 года он поступил в академию Вест-Пойнт по рекомендации военного секретаря Джефферсона Дэвиса, и окончил её в 1859 году, 13-м из класса в 22 кадета. Он был определен в 4-й артиллерийский полк во временном звании второго лейтенанта. 10 января 1860 года он стал вторым лейтенантом этого полка.

## Гражданская война
В начале войны он служил в Южной Каролине в гарнизоне форта Самтер. Он был эмиссаром форта после начала конфликта с правительством штата и вел переговоры с представителями Конфедерации. Он стал участником сражения за форт Самтер в апреле 1861 года. Когда началась бомбардировка и американский флаг упал на землю, именно Холл бросился спасать флаг, заменил флагшток, и вернул флаг на место. Эбнер Даблдей писал: «…наши люди и солдаты вели себя крайне храбро. Холл, Снайдер и Мид никогда ранее не бывали под огнём, но они доказали, что являются истинными сынами своей альма-матер в Вест-Пойнте». Когда майор Роберт Андерсон эвакуировал форт, Холл вернулся в Форт-Монро и занялся вербовкой волонтеров для армии.
14 мая 1861 года Холл стал первым лейтенантом 5-го артиллерийского регулярного полка. Во время кампании на полуострове он командовал артиллерией в дивизии Джозефа Хукера. Некоторое время он служил в штабе Потомакской армии в качестве инженера. В июле 1862 года он стал полковником 7-го Мичиганского полка, которым командовал во втором сражении при Булл-Ран и в ходе Мэрилендской кампании. Во время сражения при Энтитеме полк Холла находился в составе бригады Наполеона Дэйна в дивизии Джона Седжвика. Когда дивизия атаковала левый фланг противника, бригада Дэйна попала под удар бригады генерала-южанина Джубала Эрли и понесла тяжелые потери. Наполеон Дэйн был ранен и сдал командование Холлу. Полк Холла потерял почти половину своего состава и 20 из 23 офицеров. Холл так же был вскоре ранен. За храбрость при Энтитеме он 17 сентября 1862 года получил временное звание капитана регулярной армии.
Во время сражения при Фредериксберге Холл командовал бригадой в дивизии Оливера Ховарда, а его прежний полк был одним из соединений, которые первые переправлялись через Рапидан под огнём противника и занимали плацдарм для переправки остальной части бригады. 13 декабря 1862 года он получил временное звание майора регулярной армии за храбрость при Фредериксберге.
Во время Геттисбергской кампании Холл командовал 3-й бригадой в дивизии Джона Гиббона (в составе II федерального корпуса). Бригада имела следующий состав:
- 19-й Массачусетский пехотный полк: полк. Артур Д’Эвре
- 20-й Массачусетский пехотный полк: полк. Пол Ревере
- 7-й Мичиганский пехотный полк: полк. Эмос Стил †
- 42-й Нью-Йоркский пехотный полк: полк. Джеймс Мэллон
- 59-й Нью-Йоркский пехотный полк: подп. Макс Томан

Бригада прибыла на поле боя под Геттисбергом утром 2 июля и заняла позиции на Кладбищенском хребте, сразу к югу от «группы деревьев», на левом фланге корпуса Ховарда. Днем 2 июля бригада попала под удар бригады генерала-южанина Эмброуза Райта (во время общей атаки дивизии Андерсона на Кладбищенский хребет). 42-й Нью-йоркский полк и 19-й Массачусетский были в это время отправлены на помощь генералу Хэмфрису. Райту удалось прорвать линию обороны федеральной армии и захватить несколько орудий батареи Брауна, но из-за отсутствия поддержки со стороны  других бригад из дивизии Андерсона он был вынужден отступить. Бригада Холла потеряла около 200 человек в этом бою.
3 июля на этот же участок федеральных позиций была нацелена «атака Пикетта». 59-й Нью-йоркский и 20-й Массачусетский полки находились в первой линии обороны за каменной стеной, правее их стоял 69-й Пенсильванский полк из бригады Уэбба, а во второй линии стояли 42-й Нью-йоркский, 19-й Массачусетский и 7-й Мичиганский полки. Батарея Брауна стояла за линией 59-го полка. Прорыв произошел на участке пенсильванского полка, и бригада Холла была брошена в атаку на фланг прорвавшейся бригады генерала-южанина Льюиса Армистеда.
Холл получил временное звание подполковника регулярной армии за храбрость при Геттисберге.
Молодой Холл был многообещающим офицером, но Геттисбергская кампания подорвала его здоровье. Вскоре после сражения он взял отпуск по болезни и уже не смог вернуться в армию. В мае 1864 он покинул ряды добровольческой армии. В феврале 1865 года он уволился из рядов регулярной армии во временном звании подполковника. Через два ода он умер. Его похоронили на кладбище при академии Вест-Пойнт.